# Antonín Kachlík
Antonín Kachlík (Kladno-Rozdělov, Checoslovaquia, (26 de febrero de 1923 – 20 de abril de 2022) fue un director de cine y guionista checo. Dirigió 21 películas entre 1948 y 1987. En 1973, fue miembro del jurado en el Octavo Festival Internacional de Cine de Moscú.

## Primeros años y educación
Se crio en Malá Dobrá hasta 1931, cuando su familia se mudó a Praga. Asistió a la academia de comercio de Praga-Karlín. Durante la Segunda Guerra Mundial, Kachlík se unió a un movimiento de resistencia clandestino donde imprimía y distribuía folletos de partido izquierda y después de graduarse de la escuela en 1942, se vio obligado a trabajar para Alemania como miembro de las brigadas de bomberos en el área del Ruhr. Ahí, ayudó a los alemanes a limpiar los escombros después de los ataques aéreos nocturnos de las Fuerzas Aliadas.
Después de la Segunda Guerra Mundial, asistió a la Facultad de Ciencias Políticas y Sociales, antes de solicitar una educación en la Academia de Cine (FAMU) en 1946. Terminó graduándose de la Academia de Cine en 1950.
Después de graduarse, fue a Zlín para trabajar como dramaturgo en el Teatro de los Trabajadores, antes de unirse al ejército en 1952, donde sirvió hasta 1954.

## Vida profesional
Comenzó su carrera como director trabajando como segundo director juntó con Josef Mach y Bořivoj Zeman.
Empezó a trabajar como director de cine en 1961 en la película dramática Červnové dny, y continuó dirigiendo películas hasta 1988. Entre 1961 y 1983 Kachlík escribió múltiples guiones, y a lo largo de su vida, escribió un total de 5 libros, siendo el último escrito en 2003. Entre los años 1971-1992 empezó a enseñar en FAMU.
Recibió críticas por dirigir una película biográfica sobre la vida del líder comunista Klement Gottwald, llamada Dvacátý devátý.

## Vida personal
Murió el 20 de abril de 2022, a los 99 años. Estaba casado con la actriz Květoslava („Květa“) Houdlová. Su hija Kateřina Kachlíková (nacida en 1953) es una mezzo-soprano checo.

## Filmografía seleccionada
- Červnové dny (1961)
- Bylo nás deset (1963)
- Třiatřicet stříbrných křepelek (1965)
- Death Behind a Curtain (1967)
- Já, truchlivý bůh (1969)
- Princ Bajaja (1971)
- We, the Lost Girls (1972)
- Zločin v Modré hvězdě (1974)
- Dvacátý devátý (1975)
- Kouzelné dobrodružství (1983)
- Kouzelníkův návrat (1985)
- On a Wayward Princess (1987)